# Suwałki
Suwałki là một thị trấn thuộc huyện Suwałki, tỉnh Podlaskie ở đông-bắc Ba Lan. Thị trấn có diện tích 66 km². Đến ngày 1 tháng 1 năm 2011, dân số của thị trấn là 69527 người và mật độ 1061 người/km².